# Oudomxay (provincija)
Oudomxay, Oudômxai ili Moung Xai (laoški: ອຸດົມໄຊ) je jedna od šesnaest provincija u Laosu. 

## Zemljopis
Provincija se nalazi u sjevernom dijelu zemlje, prostire se na 15.370 km2.  Susjedne laoške provincije su Phongsali na sjeveroistoku, Luang Namtha na sjeverozapadu, Luang Prabang na istoku i jugoistoku, Xaignabouli na jugu i jugozapadu i Bokeo na zapadu. Oudomxay na krajnjem sjeveru ima granicu s Kinom.

## Demografija
Prema podacima iz 2005. godine u provinciji živi 265.128 stanovnika, dok je prosječna gustoća naseljenosti 17 stanovnika na km². U provinciji živi približno oko 14 etničkih skupina, prema pokrajinskoj vladi te etničke skupine su   Khmu (među njima Khmu Lu, Khmu Khong, Khmu Am, Khmu Bit) 60–80%, Lao Loum 25%, Hmong (među njima Hmong Khao, Hmong Dam i Hmong lai) 15%. Manje etničke skupine koje žive u pokrajini uključuju: Akha, Phouthai (Thai Dam i Thai Khao), Phou Noy (Phou Xang, Phou Kongsat, Phou Nhot), Lao Houy (također „Lenten“), Phouan, Ly, Yang, Ikho i Ho.

## Administrativna podjela
Provincija je podjeljena na sedam distrikta:
| karta | kod     | ime        | laoški |
| ----- | ------- | ---------- | ------ |
|       |         |            |        |
| 04-01 | Xay     | ເມືອງໄຊ     |        |
| 04-02 | La      | ເມືອງຫຼາ     |        |
| 04-03 | Namo    | ເມືອງນາໝໍ້    |        |
| 04-04 | Nga     | ເມືອງງາ     |        |
| 04-05 | Beng    | ເມືອງແບ່ງ    |        |
| 04-06 | Houne   | ເມືອງຮຸນ     |        |
| 04-07 | Pakbeng | ເມືອງປາກແບ່ງ |        |